# میلبرن، جزیره کامبریا ا
میلبرن (به انگلیسی: Milburn) یک روستا و محله مدنی در بریتانیا است که در منطقه ادن واقع شده‌است. میلبرن ۱۷۱ نفر جمعیت دارد.